# Національна зала слави винахідників США
Національна зала слави винахідників США (англ. National Inventors Hall of Fame; скорочення NIHF) — американська неприбуткова організація, зала слави та музей, що вшановує окремих інженерів та винахідників, серед тих, які мають патент США на значну технологічну іновацію. Заснована в 1973 році, організація має за мету «вшанувати окремих людей, за їх значний внесок в технічні іновації, що роблять можливим людський, соціальний та економічний прогрес можливим».
Станом на 2019 рік було індуковано 582 винахідників, з яких більшість історичні особи останніх трьох століть, проте близько сотні винахідників було включено за життя. Комітет NIHF обирає щорічний індукційний клас у лютому місяці з номінацій, з номінацій, що надходять з будь-яких джерел. Кандидати повинні мати американський патент на технологію, що була вагомим внеском у добробут США, і сприяла розвитку науки та суміжних мистецтв.

## Історія
Національна зала слави винахідників була заснована в 1973 році з ініціативи Хьюма Метюса, тодішнього голови Національної ради асоціацій патентного права (нині Національної ради з права інтелектуальної власності). Наступного року організація отримала великого спонсора Відомства з патентів та товарних знаків США з Вашингтону.
Спочатку організація знаходилась у будівлі Відомства з патентів та товарних знаків у Вашингтоні, поблизу національного аеропорту Вашингтона, проте вже незабаром було вирішено знайти більш визначну локацію з більшою кількістю вільного місця.